# Бенеттон (команда Формули-1)
Benetton — італійська команда Формули-1, яка належала відомій родині італійських бізнесменів Бенеттон. Виступала з 1986 (з урахуванням «Toleman» — з 1981) по 2001 рік. У 2002 році перетворена в офіційну заводську команду Рено.

## Toleman
Команда була заснована Тедом Толеманом у 1977 році під назвою «Toleman». Штаб-квартира знаходилася в Енстоні, Велика Британія. З 1981 року команда розпочала виступи у чемпіонаті Формули-1. «Толеман» використовували двигуни марки «Харт», не дозволяли показувати високих результатів. Тим не менш, у 1984 році Айртон Сенна, що дебютував у складі «Толеман» тричі привів свій болід на подіум.
У 1985 році команду купила родина італійських підприємців Беннетон, власників лейблу спортивного одягу і однойменного баскетбольного клубу з Тревізо.